# Ердаут
Ердаут (каз. Ердәуіт, до 2008 г. — Разъезд №52) — село в Сарыагашском районе Туркестанской области Казахстана. Входит в состав Дарбазинского сельского округа. Код КАТО — 515449600.

## Население
В 1999 году население села составляло 1014 человек (525 мужчин и 489 женщин). По данным переписи 2009 года, в селе проживало 666 человек (307 мужчин и 359 женщин).